# Gronach
Die Gronach ist ein rechtsseitiger Zufluss der Jagst im Gemeindegebiet von Satteldorf im Landkreis Schwäbisch Hall im nordöstlichen Baden-Württemberg.

## Name
Der Name (1351–1371 an der Grůnach) setzt sich zusammen aus der Endung -ach und dem althochdeutschen Wort *gruoni (='grün').

## Geographie

### Verlauf
Die Gronach entsteht am Rande des Nordteils der Frankenhöhe, zu Füßen des Kesselbergs, an der Ostgrenze des Weichbildes von Satteldorf-Horschhausen auf etwa 469 m ü. NN. Ihr Weg führt recht beständig nach Westen durch ein zunächst flaches Wiesental, in dem sie ein künstliches Bett erhielt und etliche Zuflüsse vor allem von rechts aufnimmt. Bei Gröningen beginnt die Gronach, sich stark einzutiefen, und schafft in ihrem noch folgenden Talabschnitt ein schluchtartiges Tal im Muschelkalk. Es ist als Gronachschlucht bekannt, vollständig bewaldet und Naturschutzgebiet.  Knapp einen Kilometer vor ihrer Mündung knickt sie abrupt nach Süden ab; in diesem Bereich nutzt sie den abwärtigen Teil einer aufgelassenen nördlichen Jagstschlinge, deren alter Talboden im aufwärtigen Teil auf der Höhe des Mündungswinkels im Gelände noch gut erkennbar ist. Sie mündet nach ihrem über zehn Kilometer langen Lauf auf 371,3 m ü. NN in die Jagst.

### Zuflüsse
- Seeklingenbach, von links gegenüber Horschhausen, 0,3 km.
- Gersbach, von links am Nordrand von Ellrichshausen, 1,9 km.
- Brühlbach, von rechts gegenüber Ellrichshausen, 1,0 km.
- Weißwasenbach, von links nach dem bewaldeten Sächslesberg rechts, 1,8 km.
- Volkershauserbach, von rechts in den Brückleswiesen, 2,2 km.
- Egelseebach, von links im Gewann Hörlessee, 2,0 km.
- (Bach aus dem Gronachfeld), von rechts kurz vor dem nächsten, 0,4 km.
- Diehlbrunnenbach, von rechts mit einem halben Dutzend Teichen im Mündungswinkel, 2,1 km und 1,6 km².
- Schleehardsbächle, von rechts an der Bronnholzheimer Gronachbrücke, 3,9 km und 3,3 km².
- Etzwiesengraben, von rechts am Südrand von Helmshofen, 0,9 km.
- (Graben vom Lerchenschlag), von rechts wenig vor dem nächsten, 0,6 km.
- Lerchengraben, von rechts vor der Bahnstrecke Crailsheim–Königshofen, 1,1 km.
- Flinsbach, von rechts zwischen der Bahnstrecke Crailsheim–Königshofen und der B 290, 3,3 km mit Oberlauf Hambach und 3,8 km².
- (Graben aus dem Höhefeld), von links gleich nach dem vorigen, 0,6 km.
- Rotbach, von rechts zwischen der Hammerschmiede und dem Südknick der Klinge, 0,4 km.

## Daten
Die Gronach zählt sowohl gemessen an ihrer Länge von etwas über 10 Kilometern wie auch an ihrem Einzugsgebiet von wenig über 27 Quadratkilometern zwar nicht zu den zehn größten Zuflüssen der Jagst; an ihrem Mittellauf erfährt diese jedoch wenig größere Zuflüsse, so dass die Gronach noch deren größter zwischen Crailsheim und der Brettachmündung ist. Sie erschien Mattern „trotz ihres wesentlich geringeren Einzugsgebietes nicht schwächer als die Ette“ Wasser zu führen.

## Freizeit
Die Gronachschlucht ist ein sehr beliebtes Ausflugsziel. Über die Gröninger Hammerschmiede, die im oberen Teil der Schlucht liegt, führt ein Pfad  bis zur Mündung des Baches in die Jagst. Er quert die Gronach mehrfach auf Holzbrücken sowie über größere, ins Gewässerbett eingelassene Steine und taugt für besuchende Kinder. Von der Mündung aus gehen dann Wanderpfade neben der Jagst flussaufwärts in Richtung Kernmühle sowie flussabwärts zu den Resten der Heinzenmühle, an der ein Holzsteg die Jagst quert. Dieser Bereich an der mittleren Jagst ist wenig vom Menschen berührt, wenn man von der Bundesautobahn 6 absieht, die den südlich führenden Abschnitt des Gronachtals und auch das nahe Jagsttal jeweils auf hohen Betonbrücken quert. Im größten Teil der Schlucht ist dieser Eingriff jedoch nicht wahrnehmbar.